# Richard Sacher
Richard Sacher (Úpice, 1 september 1942 – Červený Kostelec, 27 februari 2014) was een Tsjechisch (voorheen Tsjecho-Slowaaks) politicus.
Sacher werkte als arbeider onder andere in een textielfabriek, later werd hij vrachtwagenchauffeur. In 1968 sloot hij zich aan bij de (rooms-katholieke) Tsjecho-Slowaakse Volkspartij (CSL). In 1969 werd hij districtssecretaris van de CSL in Trutnov. Daarna werd hij afdelingsleider in het Secretariaat van het Centraal Comité van de CSL. Daarnaast studeerde hij economie en rechten. In 1988 promoveerde hij als doctor in de rechten aan de Universiteit van Praag. In datzelfde jaar brak hij als gevolg van stevige kritiek op de partijleiding van de CSL, met die partij.
Na de politieke veranderingen in Tsjecho-Slowakije als gevolg van de Fluwelen Revolutie (november 1989), trad de oude partijleiding van de indertijd met de Communistische Partij van Tsjecho-Slowakije collaborerende Tsjecho-Slowaakse Volkspartij af en kwam er een nieuw partijbestuur. Sacher trad opnieuw toe tot de CSL en werd eerste secretaris van de partij. In de regering van de hervormingsgezinde communist, Marián Čalfa, werd Sacher de eerste niet-communistische federale minister van Binnenlandse Zaken van Tsjecho-Slowakije sinds 1945. Sachers voornaamste taak was het hervormen van het onder het ministerie van Binnenlandse Zaken geplaatste Directoraat voor Staatsveiligheid (FBIS, het voormalige StB). Deze taak bleek niet gemakkelijk, daar het nieuwe directoraat nog steeds werd beheerst door communisten van de harde lijn.
Mirolsav Dolejsi, zijn voornaamste adviseur en dissident ten tijde van het communistisch regime, stond sceptisch tegenover de nieuwe regering en haar aanpak. In juni 1990 onthulde hij dat de FBIS nog steeds niet hervormd was en dat zij de oppositiepartijen (dat wil zeggen de niet-communistische oppositie) nog steeds in de gaten hield (afluisterpraktijken). Als gevolg van deze affaire moest Sacher in juni van dat jaar als minister aftreden. Hij werd opgevolgd door Ján Langoš.
Sacher was als onafhankelijk kandidaat (geassocieerd met de sociaaldemocratische partij) lid van de Tsjechische Senaat.
- Nationale Bibliotheek van Tsjechië: hka2016921554
- Virtual International Authority File: 349147093752825001867